# Non siamo soli (miniserie televisiva)
Non siamo soli è una miniserie televisiva italiana diretta da Paolo Poeti e interpretata da Massimo Dapporto e Dominique Sanda, trasmessa da Raiuno il 2, il 3 e il 9 febbraio 1992.
Argomento della fiction è la droga, e più nello specifico la storia di un padre che, dopo aver perso suo figlio per overdose, abbandona le sue attività commerciali per creare una comunità terapeutica e dedicarsi al recupero dei tossicodipendenti con l'aiuto di una psichiatra.